# Porza
Porza es una comuna suiza del Cantón del Tesino, situada en el distrito de Lugano, círculo de Vezia. Limita al norte con las comunas de Cureglia y Comano, al noreste con Canobbio, al sureste con Lugano, al suroeste con Savosa, y al oeste con Vezia.

## Personalidades
- Clay Regazzoni, expiloto de F1.